# بولیارینو
بولیارینو (به بلغاری: Bolyarino) یک روستا در بلغارستان است که در استان پلوودیو واقع شده‌است. بولیارینو ۲۶٬۵۳۱ کیلومتر مربع مساحت و ۴۳۴ نفر جمعیت دارد و ۱۶۷ متر بالاتر از سطح دریا واقع شده‌است.